# Phytomyza nowakowskiana
Phytomyza nowakowskiana este o specie de muște din genul Phytomyza, familia Agromyzidae, descrisă de Beiger în anul 1975.
Este endemică în Polonia. Conform Catalogue of Life specia Phytomyza nowakowskiana nu are subspecii cunoscute.